# World Soccer
World Soccer ist eine englischsprachige Fußballzeitschrift der IPC Media aus Großbritannien. Sie erscheint monatlich und hat sich auf die internationale Fußballszene spezialisiert. Chefredakteur ist Gavin Hamilton und regelmäßige Beiträge liefert der Schriftsteller Brian Glanville. World Soccer ist Gründungsmitglied der ESM (European Sports Media), eines Zusammenschlusses von Fußballpublikationen.
Seit 1982 zeichnet World Soccer den Spieler, Trainer und die Mannschaft des Jahres aus. Im Jahre 2005 erhielt erstmals der beste junge Spieler und Schiedsrichter des Jahres einen Titel der Zeitschrift. In der Ausgabe vom Dezember 1999 wurde eine Leserumfrage zu den 100 größten Fußballern des 20. Jahrhunderts veröffentlicht. Pelé gewann diese Wahl.

## Preisträger

### Spieler des Jahres
Auflistung aller Spieler des Jahres. Die Gewinner von 1982 bis 1990 werden als „inoffizielle Weltfußballer“ bezeichnet:
- 1982 –  Paolo Rossi, Juventus Turin (23 %)
- 1983 –  Zico, Udinese Calcio (28 %)
- 1984 –  Michel Platini, Juventus Turin (54 %)
- 1985 –  Michel Platini, Juventus Turin (21 %)
- 1986 –  Diego Maradona, SSC Neapel (36 %)
- 1987 –  Ruud Gullit, AC Mailand (39 %)
- 1988 –  Marco van Basten, AC Mailand (43 %)
- 1989 –  Ruud Gullit, AC Mailand (24 %)
- 1990 –  Lothar Matthäus, Inter Mailand (22 %)
- 1991 –  Jean-Pierre Papin, Olympique Marseille (25 %)
- 1992 –  Marco van Basten, AC Mailand (19 %)
- 1993 –  Roberto Baggio, Juventus Turin (14 %)
- 1994 –  Paolo Maldini, AC Mailand (27 %)
- 1995 –  Gianluca Vialli, Juventus Turin (18 %)
- 1996 –  Ronaldo, FC Barcelona (17 %)
- 1997 –  Ronaldo, FC Barcelona und Inter Mailand (27 %)
- 1998 –  Zinédine Zidane, Juventus Turin (23 %)
- 1999 –  Rivaldo, FC Barcelona (42 %)
- 2000 –  Luís Figo, FC Barcelona und Real Madrid (26 %)
- 2001 –  Michael Owen, FC Liverpool (31 %)
- 2002 –  Ronaldo, Inter Mailand und Real Madrid (26 %)
- 2003 –  Pavel Nedvěd, Juventus Turin (36 %)
- 2004 –  Ronaldinho, FC Barcelona (29 %)
- 2005 –  Ronaldinho, FC Barcelona (48,7 %)
- 2006 –  Fabio Cannavaro, Juventus Turin (68,4 %)
- 2007 –  Kaká, AC Mailand (52,8 %)
- 2008 –  Cristiano Ronaldo, Manchester United (48,4 %)
- 2009 –  Lionel Messi, FC Barcelona (62,3 %)
- 2010 –  Xavi, FC Barcelona (25,4 %)
- 2011 –  Lionel Messi, FC Barcelona (60,2 %)[2]
- 2012 –  Lionel Messi, FC Barcelona (47,3 %)[3]
- 2013 –  Cristiano Ronaldo, Real Madrid[4]
- 2014 –  Cristiano Ronaldo, Real Madrid[5]
- 2015 –  Lionel Messi, FC Barcelona
- 2016 –  Cristiano Ronaldo, Real Madrid
- 2017 –  Cristiano Ronaldo, Real Madrid[6]
- 2018 –  Luka Modrić, Real Madrid[7]
- 2019 –  Lionel Messi, FC Barcelona[8]
- 2020 –  Robert Lewandowski, FC Bayern München[9]
- 2021 –  Robert Lewandowski, FC Bayern München
- 2022 –  Lionel Messi, Paris Saint-Germain

#### Meistgewählte Spieler
| Rang | Name               | Anzahl der Wahlen |
| ---- | ------------------ | ----------------- |
| 1    | Lionel Messi       | 6                 |
| 2    | Cristiano Ronaldo  | 5                 |
| 3    | Ronaldo            | 3                 |
| 4    | Ruud Gullit        | 2                 |
| 4    | Robert Lewandowski | 2                 |
| 4    | Michel Platini     | 2                 |
| 4    | Ronaldinho         | 2                 |
| 4    | Marco van Basten   | 2                 |
| 9    | Roberto Baggio     | 1                 |
| 9    | Fabio Cannavaro    | 1                 |
| 9    | Luís Figo          | 1                 |
| 9    | Kaká               | 1                 |
| 9    | Paolo Maldini      | 1                 |
| 9    | Diego Maradona     | 1                 |
| 9    | Lothar Matthäus    | 1                 |
| 9    | Luka Modrić        | 1                 |
| 9    | Pavel Nedvěd       | 1                 |
| 9    | Michael Owen       | 1                 |
| 9    | Jean-Pierre Papin  | 1                 |
| 9    | Rivaldo            | 1                 |
| 9    | Paolo Rossi        | 1                 |
| 9    | Gianluca Vialli    | 1                 |
| 9    | Xavi               | 1                 |
| 9    | Zico               | 1                 |
| 9    | Zinédine Zidane    | 1                 |

#### Siege nach Ländern
| Rang | Land           | Anzahl der Wahlen |
| ---- | -------------- | ----------------- |
| 1    | Brasilien      | 8                 |
| 2    | Argentinien    | 7                 |
| 3    | Portugal       | 6                 |
| 4    | Italien        | 5                 |
| 5    | Frankreich     | 4                 |
| 5    | Niederlande    | 4                 |
| 7    | Polen          | 2                 |
| 8    | BR Deutschland | 1                 |
| 8    | England        | 1                 |
| 8    | Kroatien       | 1                 |
| 8    | Spanien        | 1                 |
| 8    | Tschechien     | 1                 |

### Trainer des Jahres
Auflistung aller Trainer des Jahres:
- 1982 –  Enzo Bearzot, italienische Nationalmannschaft (49 %)
- 1983 –  Josef Piontek, dänische Nationalmannschaft (29 %)
- 1984 –  Michel Hidalgo, französische Nationalmannschaft (30 %)
- 1985 –  Terry Venables, FC Barcelona (30 %)
- 1986 –  Guy Thys, belgische Nationalmannschaft (15 %)
- 1987 –  Johan Cruyff, Ajax Amsterdam (25 %)
- 1988 –  Rinus Michels, niederländische Nationalmannschaft und Bayer 04 Leverkusen (48 %)
- 1989 –  Arrigo Sacchi, AC Mailand (42 %)
- 1990 –  Franz Beckenbauer, deutsche Nationalmannschaft (53 %)
- 1991 –  Michel Platini, französische Nationalmannschaft (42 %)
- 1992 –  Richard Møller Nielsen, dänische Nationalmannschaft (28 %)
- 1993 –  Alex Ferguson, Manchester United (21 %)
- 1994 –  Carlos Alberto Parreira, brasilianische Nationalmannschaft (17 %)
- 1995 –  Louis van Gaal, Ajax Amsterdam (42 %)
- 1996 –  Berti Vogts, deutsche Nationalmannschaft (28 %)
- 1997 –  Ottmar Hitzfeld, Borussia Dortmund (17 %)
- 1998 –  Arsène Wenger, FC Arsenal (28 %)
- 1999 –  Alex Ferguson, Manchester United (60 %)
- 2000 –  Dino Zoff, italienische Nationalmannschaft (18 %)
- 2001 –  Gérard Houllier, FC Liverpool (28 %)
- 2002 –  Guus Hiddink, südkoreanische Nationalmannschaft (28 %)
- 2003 –  Carlo Ancelotti, AC Mailand (20 %)
- 2004 –  José Mourinho, FC Porto und FC Chelsea (36 %)
- 2005 –  José Mourinho, FC Chelsea (34,1 %)
- 2006 –  Marcello Lippi, italienische Nationalmannschaft (35,7 %)
- 2007 –  Alex Ferguson, Manchester United (26,4 %)
- 2008 –  Alex Ferguson, Manchester United (37,8 %)
- 2009 –  Pep Guardiola, FC Barcelona (62,1 %)
- 2010 –  José Mourinho, Inter Mailand und Real Madrid (48,3 %)
- 2011 –  Pep Guardiola, FC Barcelona (33,1 %)[2]
- 2012 –  Vicente del Bosque, spanische Nationalmannschaft (28,5 %)[3]
- 2013 –  Jupp Heynckes, FC Bayern München[4]
- 2014 –  Joachim Löw, deutsche Nationalmannschaft[5]
- 2015 –  Luis Enrique, FC Barcelona
- 2016 –  Claudio Ranieri, Leicester City
- 2017 –  Zinédine Zidane, Real Madrid[6]
- 2018 –  Didier Deschamps, französische Nationalmannschaft[7]
- 2019 –  Jürgen Klopp, FC Liverpool[8]
- 2020 –  Hansi Flick, FC Bayern München
- 2021 –  Roberto Mancini, italienische Nationalmannschaft
- 2022 –  Lionel Scaloni, argentinische Nationalmannschaft

### Junger Spieler des Jahres
Auflistung aller Jungen Spieler des Jahres:
- 2005 –  Robinho, FC Santos (29,5 %)
- 2006 –  Lionel Messi, FC Barcelona (35,8 %)
- 2007 –  Lionel Messi, FC Barcelona (33,6 %)
- 2008 –  Lionel Messi, FC Barcelona und argentinische Nationalmannschaft (44,2 %)
- 2009 –  Sergio Agüero, Atlético Madrid und argentinische Nationalmannschaft (45,1 %)
- 2010 –  Thomas Müller, FC Bayern München und deutsche Nationalmannschaft (45,8 %)
- 2011 –  Neymar, FC Santos, brasilianische Nationalmannschaft (29,2 %)[2]

### Schiedsrichter des Jahres
Auflistung aller Schiedsrichter des Jahres:
- 2005 –  Pierluigi Collina (30,6 %)
- 2006 –  Horacio Elizondo (38,7 %)

### Mannschaft des Jahres
Auflistung aller Mannschaften des Jahres:
- 1982 –  Brasilianische Nationalmannschaft (30 %)
- 1983 –  Hamburger SV (29 %)
- 1984 –  Französische Nationalmannschaft (45 %)
- 1985 –  FC Everton (42 %)
- 1986 –  Argentinische Nationalmannschaft (15 %)
- 1987 –  FC Porto (38 %)
- 1988 –  Niederländische Nationalmannschaft (43 %)
- 1989 –  AC Mailand (51 %)
- 1990 –  Deutsche Nationalmannschaft (28 %)
- 1991 –  Französische Nationalmannschaft (20 %)
- 1992 –  Dänische Nationalmannschaft (37 %)
- 1993 –  FC Parma (24 %)
- 1994 –  AC Mailand (33 %)
- 1995 –  Ajax Amsterdam (50 %)
- 1996 –  Nigerianische Nationalmannschaft (31 %)
- 1997 –  Borussia Dortmund (20 %)
- 1998 –  Französische Nationalmannschaft (35 %)
- 1999 –  Manchester United (61 %)
- 2000 –  Französische Nationalmannschaft (33 %)
- 2001 –  FC Liverpool (26 %)
- 2002 –  Brasilianische Nationalmannschaft (24 %)
- 2003 –  AC Mailand (23 %)
- 2004 –  Griechische Nationalmannschaft (25 %)
- 2005 –  FC Liverpool (26,7 %)
- 2006 –  FC Barcelona (42,3 %)
- 2007 –  Brasilianische Nationalmannschaft (72 %)
- 2008 –  Spanische Nationalmannschaft
- 2009 –  FC Barcelona (75,9 %)
- 2010 –  Spanische Nationalmannschaft (63,3 %)
- 2011 –  FC Barcelona (44,2 %)[2]
- 2012 –  Spanische Nationalmannschaft (47,4 %)[3]
- 2013 –  FC Bayern München (96,7 %)[4]
- 2014 –  Deutsche Nationalmannschaft[5]
- 2015 –  FC Barcelona
- 2016 –  Leicester City
- 2017 –  Real Madrid[6]
- 2018 –  Französische Nationalmannschaft[7]
- 2019 –  FC Liverpool[8]
- 2020 –  FC Bayern München
- 2021 –  Italienische Nationalmannschaft
- 2022 –  Argentinische Nationalmannschaft

### Größte Trainer aller Zeiten
(Veröffentlicht im Juli 2013)
| Pos. | Trainer           | Jahre     | Bemerkenswerte Teams                                              | Stimmen | % der Stimmen |
| ---- | ----------------- | --------- | ----------------------------------------------------------------- | ------- | ------------- |
| 1    | Sir Alex Ferguson | 1974–2013 | FC Aberdeen, Schottland, Manchester United                        | 49      | 66,22 %       |
| 2    | Rinus Michels     | 1960–1992 | Ajax Amsterdam, FC Barcelona, Niederlande                         | 46      | 62,16 %       |
| 3    | José Mourinho     | 2000–     | FC Porto, FC Chelsea, Inter Milan, Real Madrid, Manchester United | 21      | 28,38 %       |

### Die 100 größten Spieler des 20. Jahrhunderts
(gewählt im Dezember 1999)
1. Pelé
2. Diego Maradona
3. Johan Cruyff
4. Franz Beckenbauer
5. Michel Platini
6. Alfredo Di Stéfano
7. Ferenc Puskás
8. George Best
9. Marco van Basten
10. Eusébio
11. Lew Iwanowitsch Jaschin
12. Bobby Charlton
13. Ronaldo
14. Bobby Moore
15. Gerd Müller
16. Roberto Baggio
17. Stanley Matthews
18. Zico
19. Franco Baresi
20. Garrincha
21. Paolo Maldini
22. Kenny Dalglish
23. Gabriel Batistuta
24. Éric Cantona
25. Gheorghe Hagi
26. Romário
27. Jairzinho
28. Zinédine Zidane
29. Ruud Gullit
30. John Charles
31. Lothar Matthäus
32. Gordon Banks
33. Jürgen Klinsmann
34. Dennis Bergkamp
35. Karl-Heinz Rummenigge
36. Gary Lineker
37. Giuseppe Meazza
38. Roberto Rivelino
39. Valdir Pereira
40. Ian Rush
41. Peter Schmeichel
42. Paolo Rossi
43. George Weah
44. Michael Owen
45. Just Fontaine
46. Duncan Edwards
47. Dino Zoff
48. Christo Stoitschkow
49. David Beckham
50. Tom Finney
51. Rivaldo
52. Claudio Caniggia
53. Tostão (Fußballspieler)
54. Frank Rijkaard
55. José Luis Chilavert
56. Kevin Keegan
57. Paul Gascoigne
58. Roger Milla
59. Michael Laudrup
60. Andrij Schewtschenko
61. David Ginola
62. Glenn Hoddle
63. Sócrates
64. Roberto Carlos
65. Alan Shearer
66. Daniel Passarella
67. Davor Šuker
68. Dixie Dean
69. Sándor Kocsis
70. Juan Schiaffino
71. Christian Vieri
72. Mario Kempes
73. Johan Neeskens
74. Luigi Riva
75. José Nasazzi
76. Günter Netzer
77. Alessandro Del Piero
78. Carlos Valderrama
79. Ricardo Zamora
80. Enzo Francescoli
81. Edgar Davids
82. Francisco Gento
83. Jim Baxter
84. Falcão
85. Ryan Giggs
86. Sepp Maier
87. Zbigniew Boniek
88. Pat Jennings
89. György Sárosi
90. Giacinto Facchetti
91. Alan Hansen
92. Raymond Kopa
93. Bryan Robson
94. Matthias Sammer
95. László Kubala
96. Neville Southall
97. Gérson
98. Paulo Futre
99. Preben Elkjær Larsen
100. Bebeto

(Achtung: Diese Wahl ist nicht zu verwechseln mit der ebenfalls im Jahre 1999, aber von der International Federation of Football History & Statistics durchgeführten Wahl des Spielers des Jahrhunderts, bei der allerdings nur die besten 10 Spieler ermittelt wurden)